# Douville-en-Auge
Douville-en-Auge är en kommun i departementet Calvados i regionen Normandie i norra Frankrike. Kommunen ligger i kantonen Dozulé som ligger i arrondissementet Lisieux. År 2022 hade Douville-en-Auge 221 invånare.

## Befolkningsutveckling
Antalet invånare i kommunen Douville-en-Auge
Referens: INSEE